# Plutarco de Eretria
Plutarco (en griego Πλουταρχος; vivió en el siglo IV a. C.) fue un tirano de Eretria, polis de la isla de Eubea.
Puede que fuese el inmediato sucesor de Temisón, o también puede que estuviese emparentado con él con algún tipo de lazo familiar, pero no hay constancia documental de que fuese así. Influenciado quizás por Meidias, solicitó ayuda a los atenienses en el 354 a. C. en contra de su rival, Calias de Calcis, quien se había aliado con Filipo de Macedonia. Aunque Demóstenes se opuso a darle apoyo alguno, finalmente el gobierno ateniense aceptó enviar un contingente al frente del cual se puso a Foción, el cual derrotó a Calias en Taminas en el 350  a. C.. En esta batalla la actuación de Plutarco puso en peligro a los atenienses y, aunque pudo ser por falta de habilidad, Foción lo tomó como una traición, le consideró un enemigo y lo expulsó de Eretria.